# Desdimelita californica
Desdimelita californica är en kräftdjursart som först beskrevs av Alderman 1936.  Desdimelita californica ingår i släktet Desdimelita och familjen Melitidae. Inga underarter finns listade i Catalogue of Life.